# Unan1mous (Italia)
Unan1mous è la versione italiana dell'omonimo programma statunitense, andata in onda su Canale 5 condotta da Maria De Filippi per tre puntate, dal 1º al 13 settembre 2006.

## Concorrenti
| Concorrenti       | Età | Provenienza | Occupazione          | Stato       |
| ----------------- | --- | ----------- | -------------------- | ----------- |
| Ciro              | 41  | Napoli      | Operaio              | Fuori Gioco |
| Anna              | 30  | Milano      | Coltivatrice diretta | Fuori Gioco |
| Eugenio           | 31  | Milano      | Elettrauto           | Fuori Gioco |
| Monica Pasqualini | 44  | Ravenna     | Casalinga            | Vincitrice  |
| Marco             | 29  | Foligno     | Agente immobiliare   | Fuori Gioco |
| Silvia            | 26  | Roma        | Bodyguard            | Fuori Gioco |
| Maurizio          | 33  | Bologna     | Agente di moda       | Fuori Gioco |
| Tiziana           | 28  | Salerno     | Insegnante di ballo  | Fuori Gioco |
| Pierluigi         | 38  | Bologna     | Matematico           | Ritirato    |

## Finale
Il 13 settembre 2006 il gruppo di concorrenti ha raggiunto l'unanimità dei voti in favore di Monica Pasqualini, che ha ricevuto i 7 voti necessari (un concorrente, Pierluigi, si era ritirato) per vincere il gioco, portandosi a casa il montepremi di 575316,17 €.

### Ascolti
| Puntata | Messa in onda     | Telespettatori | Share  |
| ------- | ----------------- | -------------- | ------ |
| 1       | 1º settembre 2006 | 3934000        | 22,75% |
| 2       | 8 settembre 2006  | 3381000        | 19,72% |
| 3       | 13 settembre 2006 | 3494000        | 17,98% |